# メラミン樹脂

メラミン樹脂の熱硬化

メラミン樹脂（メラミンじゅし、 melamine resin）とは、アミノ樹脂に属する熱硬化性樹脂でメラミンとホルムアルデヒドとの重縮合により製造される合成樹脂である。メラミン–ホルムアルデヒド樹脂とも言う。
メラミン樹脂はメラミンとホルムアルデヒドとから直接製品とするのではなく、両者をアルカリ条件下で縮合させたメチロールメラミンを加工品原料とする。メチロールメラミンは加熱すると重縮合を起こし、網目状に架橋することで熱硬化樹脂となる。相溶性を増大させる目的でベンゾグアナミンが添加される場合もある。

## 加工
多くの場合、メチロールメラミンを溶剤に溶かし、紙などの充填剤に染み込ませたものを積層ないしは圧縮成形した後に加熱硬化させて製品とする。

## 特性
メラミン樹脂は引張強度・硬度や耐衝撃性が尿素樹脂に比べて優れている。表面は光沢を持ち耐水性、耐候性、耐磨耗性にも優れているため、家具や化粧板の成形や木工製品の表面材の接着、あるいは食器や日用品に利用されることが多い。また電気絶縁性や機械強度に優れ、対アークトラッキング性が高いことから難燃加工やコネクターやスイッチなど電気部品の基板・ケースにも用いられる。欠点としては、メラミンスポンジの場合プラスチックなど洗浄対象によっては傷を付けてしまうことがある。容器の場合加熱や強酸によって分解が促進され、有毒なホルムアルデヒドを放出するため、化学薬品の保管容器としては不適である。また樹脂自身がマイクロ波を吸収して発熱するため、電子レンジ加熱用の容器としても不適である。
メラミン樹脂フォーム（スポンジ）はたわしやスチールウールの様に食器・調理器などの汚れ落としに利用される。研磨剤の効果があるために洗剤を使用しなくても比較的硬い汚れを落とすことが可能で、従来のスポンジで落とすことの出来なかった茶碗やマグカップに付着した茶渋などを落とすのに最適である。

## 毒性
メラミン–ホルムアルデヒド樹脂自体には毒性は知られていない。ただし、製造工程によっては残存するホルムアルデヒドの毒性を問題視する識者も存在する。

## メラミン樹脂塗料
メラミン樹脂塗料とはアルキド樹脂とメラミン樹脂とを混合した塗料である。正しくはアルキド・メラミン樹脂塗料と呼ばれる焼付け塗料である。アルキド樹脂が樹脂本体の高分子鎖を形成し、メラミン樹脂は熱時架橋剤として作用する。光沢のある焼付け塗料として自動車や電気製品などに広く利用される。

## メラミン樹脂接着剤
尿素樹脂と同様に接着剤として使用されているが、尿素樹脂原料の接着剤に比べて耐加水分解性に優れているので、中密度繊維板や構造用合板を含む合板などの建材製造用などの接着剤として用いられることが多い。しかし近年シックハウス症候群などによる建材からの揮発性化学物質が問題になりつつある中、その需要は減りつつある。